# Beaver, West Virginia
Beaver är en ort i Raleigh County i den amerikanska delstaten West Virginia i USA. Beaver är en så kallad census designated place och hade 1 308 invånare vid folkräkningen år 2010. Den har enligt United States Census Bureau en area på 11,4 km².